# Ried-Briga
Ried-Briga (toponimo italiano; in tedesco e ufficialmente Ried-Brig, fino al 1993 Ried bei Brig) è un comune svizzero di 2 077 abitanti del Canton Vallese, nel distretto di Briga.

## Monumenti e luoghi d'interesse

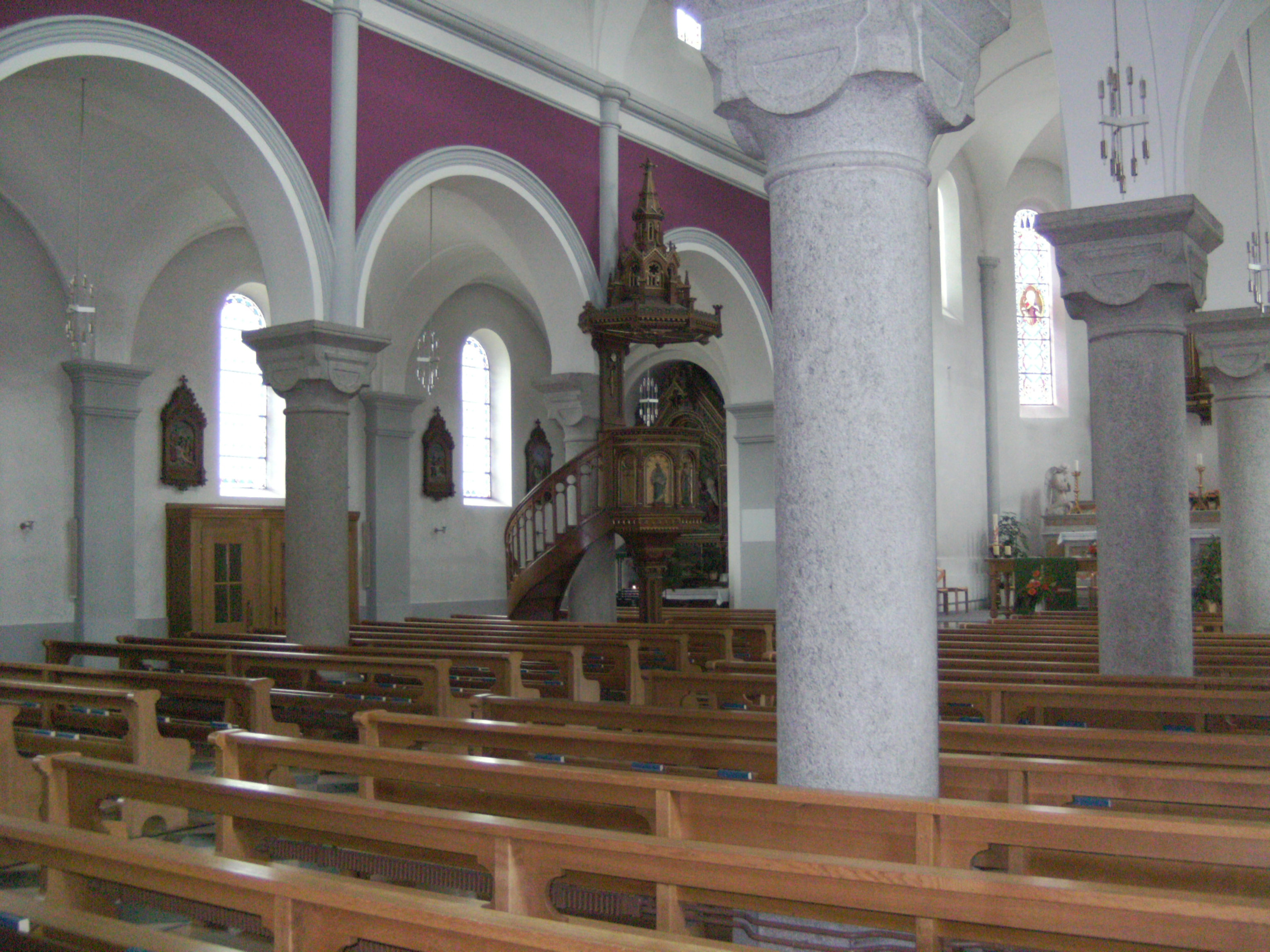
La chiesa del Sacro Cuore di Gesù

- Chiesa del Sacro Cuore di Gesù, eretta nel 1898[1].

## Società

### Evoluzione demografica
L'evoluzione demografica è riportata nella seguente tabella:
Abitanti censiti

## Amministrazione
Ogni famiglia originaria del luogo fa parte del cosiddetto comune patriziale e ha la responsabilità della manutenzione di ogni bene ricadente all'interno dei confini del comune.